# Bürglen (Thurgovie)
Pour les articles homonymes, voir Bürglen.
Bürglen est une commune suisse du canton de Thurgovie, située dans le district de Weinfelden.

Photo aérienne (1957).